# Епархия Сан-Хуана-де-ла-Магуаны
Епархия Сан-Хуана-де-ла-Магуаны (лат. Dioecesis Sancti Ioannis Maguanensis) — епархия Римско-Католической церкви с центром в городе Сан-Хуан-де-ла-Магуана, Доминиканская Республика. Епархия Сан-Хуана-де-ла-Магуаны входит в митрополию Санто-Доминго. Кафедральным собором епархии Сан-Хуана-де-ла-Магуаны является церковь Святого Иоанна Крестителя в городе Сан-Хуан-де-ла-Магуана.

## История
25 сентября 1953 года Римский папа Пий XII издал буллу «Si magna et excelsa», которой учредил территориальную прелатуру Сан-Хуана-де-ла-Магуаны, выделив её из архиепархии Санто-Доминго.
19 ноября 1969 года Римский папа Павел VI издал буллу «Summopere laetantes», которой возвёл территориальную прелатуру Сан-Хуана-де-ла-Магуаны в ранг епархии.
24 апреля 1976 года епархия Сан-Хуана-де-ла-Магуаны передала часть своей территории для возведения епархии Бараоны.

## Ординарии епархии
- епископ Tomás Francisco Reilly C.SS.R.[1] (22.07.1956 — 20.07.1977);
- епископ Ronald Gerard Connors C.SS.R. (20.07.1977 — 20.02.1991);
- епископ José Dolores Grullón Estrella (20.02.1991 — 7.11.2020, в отставке);
- епископ Tomás Alejo Concepción (7.11.2020 — по настоящее время).

## Статистика
На конец 2004 года из 550 000 человек, проживающих на территории епархии, католиками являлись 450 000 человек, что соответствует 81,8% от общего числа населения епархии.
| год  | население | население | население | священники | священники        | священники         | священники                           | постоянные диаконы | монахи  | монахи  | приходы |
| год  | католики  | всего     | %         | всего      | белое духовенство | черное духовенство | число католиков на одного священника | постоянные диаконы | мужчины | женщины | приходы |
| ---- | --------- | --------- | --------- | ---------- | ----------------- | ------------------ | ------------------------------------ | ------------------ | ------- | ------- | ------- |
| 1965 | 530.000   | 550.000   | 96,4      | 43         | 12                | 31                 | 12.325                               |                    | 31      | 51      | 16      |
| 1970 | 545.000   | 570.000   | 95,6      | 38         | 12                | 26                 | 14.342                               |                    | 29      | 51      | 19      |
| 1976 | 651.000   | 704.000   | 92,5      | 39         | 6                 | 33                 | 16.692                               |                    | 38      | 70      | 22      |
| 1980 | 391.000   | 434.000   | 90,1      | 18         | 5                 | 13                 | 21.722                               |                    | 19      | 34      | 8       |
| 1990 | 420.000   | 465.000   | 90,3      | 22         | 9                 | 13                 | 19.090                               |                    | 14      | 57      | 14      |
| 1999 | 516.000   | 548.000   | 94,2      | 24         | 13                | 11                 | 21.500                               |                    | 11      | 82      | 25      |
| 2000 | 524.000   | 557.000   | 94,1      | 29         | 13                | 16                 | 18.068                               |                    | 17      | 80      | 26      |
| 2001 | 450.000   | 500.000   | 90,0      | 36         | 20                | 16                 | 12.500                               |                    | 17      | 88      | 29      |
| 2002 | 450.000   | 500.000   | 90,0      | 32         | 18                | 14                 | 14.062                               | 3                  | 15      | 87      | 29      |
| 2003 | 450.000   | 500.000   | 90,0      | 30         | 16                | 14                 | 15.000                               | 5                  | 17      | 87      | 29      |
| 2004 | 450.000   | 550.000   | 81,8      | 30         | 18                | 12                 | 15.000                               | 4                  | 13      | 84      | 29      |